# Legion Viriatos
Legion Viriatos (port. Legião Viriato) – portugalski wojskowy korpus ekspedycyjny walczący w latach 1936–1939 w wojnie domowej w Hiszpanii po stronie gen. Francisco Franco.
Po wybuchu wojny domowej w Hiszpanii w poł. lipca 1936 r. pomiędzy frankistami i republikanami, strona nacjonalistyczna uzyskała pomoc wojskową ze strony III Rzeszy i Włoch, a także Portugalii rządzonej przez António de Oliveirę Salazara. Poprzez porty portugalskie płynęło do Hiszpanii uzbrojenie, sprzęt wojskowy i inne materiały. Ponadto władze portugalskie wysłały ok. 10 tys. ochotników, zwanych Legião Viriato, pod dowództwem gen. Raúla Estevesa. Nazwa formacji pochodziła od legendarnego wodza luzytańskiego Wiriatusa, który bronił ziem swojego ludu przed inwazją Rzymian. Część Portugalczyków (ponad 850) wstąpiła do Hiszpańskiej Legii Cudzoziemskiej, niektórzy walczyli w szeregach requetés (monarchistycznych milicji karlistowskich) oraz milicji falangistów. Ochotnicy portugalscy brali udział m.in. w bitwie pod Brunete. Były też 3 grupy lotników portugalskich, którzy wstąpili do hiszpańskiego lotnictwa. Straty portugalskie podczas hiszpańskiej wojny domowej wyniosły ogółem ok. 8 tys. zabitych i rannych.